# Sleipnir

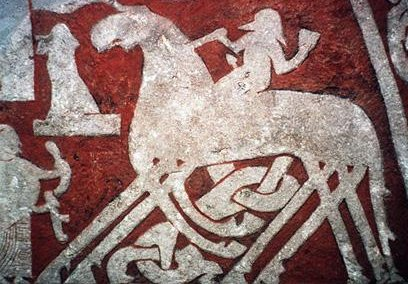
Darstellung einer Person, die auf einem mehrbeinigen Pferd reitet. Sie wird von der Mehrheit der Wissenschaft als Darstellung Odins auf Sleipnir interpretiert. (Runen- und Bildstein von Tjängvide G 110), Staatliches Historisches Museum, Stockholm

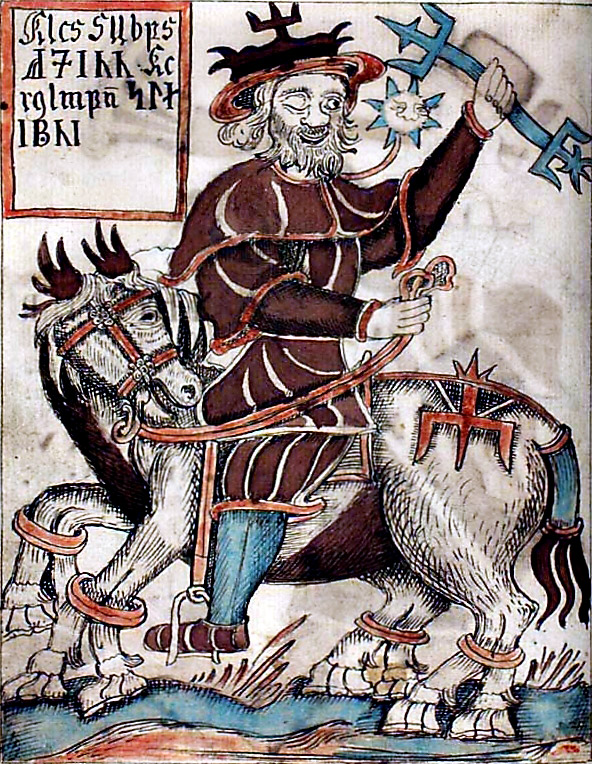
Abbildung von Odin auf Sleipnir aus der isländischen Eddahandschrift NKS 1867 4to von Ólafur Brynjúlfsson aus dem Jahre 1760

Sleipnir (deutsch Schleifner; etwa „der Dahingleitende“, Schreibweise alternativ auch Sleipner) bezeichnet sowohl in der Snorra-Edda und der Lieder-Edda als auch in einigen der isländischen Vorzeitsagas der nordischen Mythologie das achtbeinige Pferd des Gottes Odin. Seinen Namen bekam es, da es zu Lande und zu Wasser sowie in der Luft gleichermaßen „dahingleitet“. In den eddischen Quellen wird Sleipnir als Kind des Gottes und Riesen Loki mit dem Hengst Svaðilfari dargestellt. Laut Sage musste Loki die rechtzeitige Fertigstellung der Mauern um Asgard verhindern, da ein unbenannter Eisriese, ein Hrimthurse, für die Vollendung der Bauarbeiten die Göttin Freya zur Frau, sowie den Mond und die Sonne als Geschenk verlangt hatte. Loki entführte in Gestalt einer Stute den Hengst des Eisriesen, Svaðilfari, da dieser seinem Besitzer bei der Arbeit half. Er zeugte mit Loki das achtbeinige Pferd Sleipnir. So blieb Svaðilfari einige Tage verschwunden, und die Frist, zu der Asgards Mauer fertig gebaut sein sollte, verstrich. Daraufhin erschlug Thor, soeben zurückgekehrt, den Riesen mit seinem Hammer Mjölnir. Laut Gylfaginning hatte das Fohlen Sleipnir graues Fell und war das beste Pferd unter den Göttern und Menschen. Loki schenkte Sleipnir später Odin.

## Theorien
John Lindow geht von der Theorie aus, dass Sleipnirs Verbindung zur Totenwelt eine Kenning darstellt, in der Sleipnir als Begriff auftaucht gemäß dem Skalden Úlfr Uggason, der vom „Meer-Sleipnir“ in seiner Húsdrápa spricht, die Balders Beerdigung beschreibt. Lindow führt an, dass die acht Beine Sleipnirs als Indikator für große Schnelligkeit gesehen werden können.

## Rezeption
Sleipnir ist, laut einer Sage, auch der Grund, warum die Ásbyrgi-Schlucht auf Island die Form eines Hufeisens hat. Als Odin mit ihm über die Wüsten der Arktis ritt, soll das Pferd ausgerutscht sein und einen Fuß auf Nordisland gesetzt haben. Deshalb wird die Schlucht gelegentlich auch als Odins Fußabdruck bezeichnet.

### Moderne esoterische Rezeption
Hilda Ellis Davidson schreibt, dass das achtbeinige Pferd Odins das typische Ross eines Schamanen sei und dass auf den Reisen eines Schamanen in den Himmel oder in die Unterwelt dieser stets reitend auf einem Vogel oder einem anderen Tier dargestellt werde. Davidson stellt weiter fest, dass während das Wesen variieren könne, das Pferd gewöhnlich verbreitet sei in den Regionen, in denen Pferde vorkämen und außerdem sei Sleipnirs Fähigkeit, den Gott zu tragen, eine typische Eigenschaft des Schamanenpferdes. 
Der umstrittene Religionsphänomenologe Mircea Eliade bezeichnet das achtbeinige Pferd als das typische Schamanenpferd. Es finde sich z. B. in Sibirien und bei den Muria und stehe in Beziehung zum ekstatischen Erleben.